# Albrecht von Haller

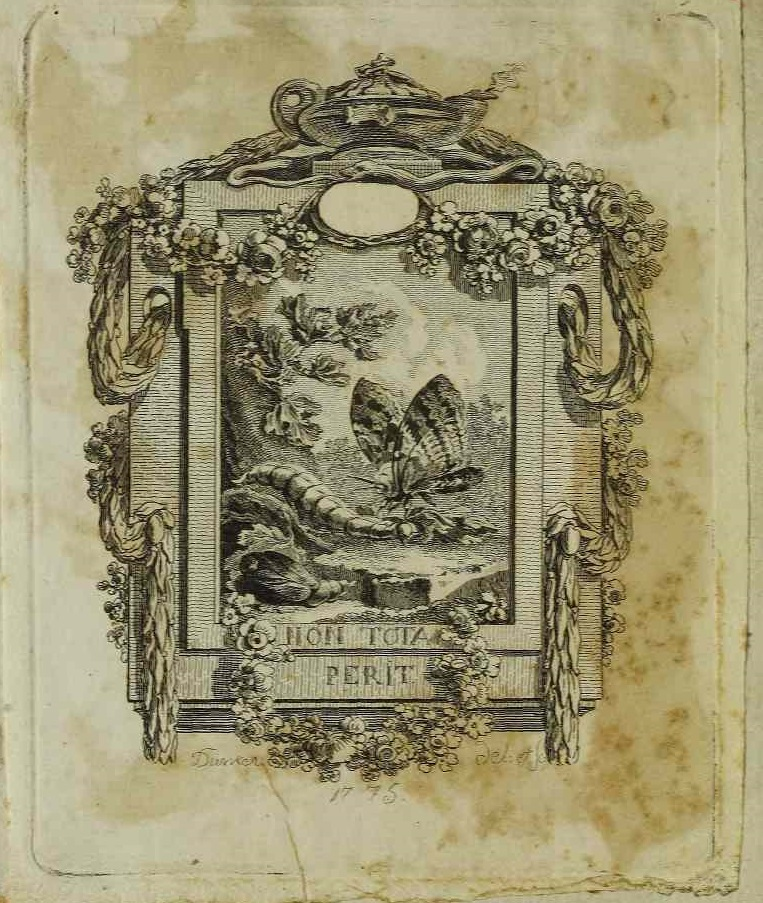
Ex libris calcografico di Albrecht von Haller

Albrecht von Haller (Berna, 16 ottobre 1708 – Berna, 12 dicembre 1777) è stato un medico e poeta svizzero.

## Biografia

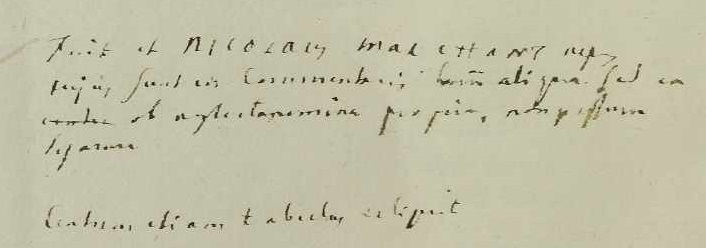
Appunti autografi di Albrecht von Haller

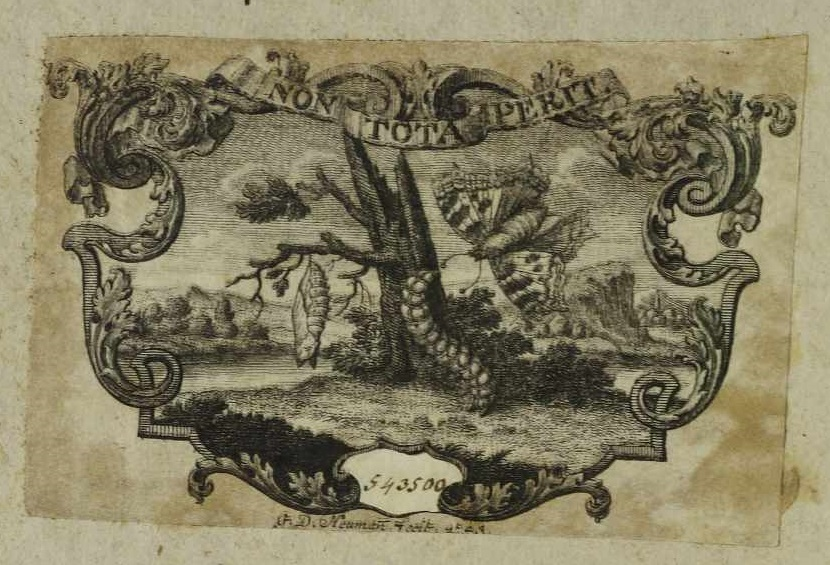
Ex libris di Albrecht von Haller solitamente apposto al contropiatto anteriore dei volumi

Elementa physiologiae corporis humani VIII

Figlio di Niklaus Emanuel e di Anna Maria Engel, dopo gli studi secondari nella Hohe Schule di Berna, dal 1723 studiò medicina a Tubinga e dal 1725 a Leida laureandosi nel 1727. Uno dei suoi colleghi fu Johann Christoph Bohl.
Nel 1728 insieme con Johannes Gessner, viaggia attraverso i paesi alpini, acquisendo un'esperienza importante tanto per i suoi interessi botanici che letterari.
L'anno dopo, a Basilea, segue i corsi di matematica tenuti da Johann Bernoulli; medico a Berna dal 1729, nel 1735 istituì un theatrum anatomicum per il perfezionamento professionale dei medici. 

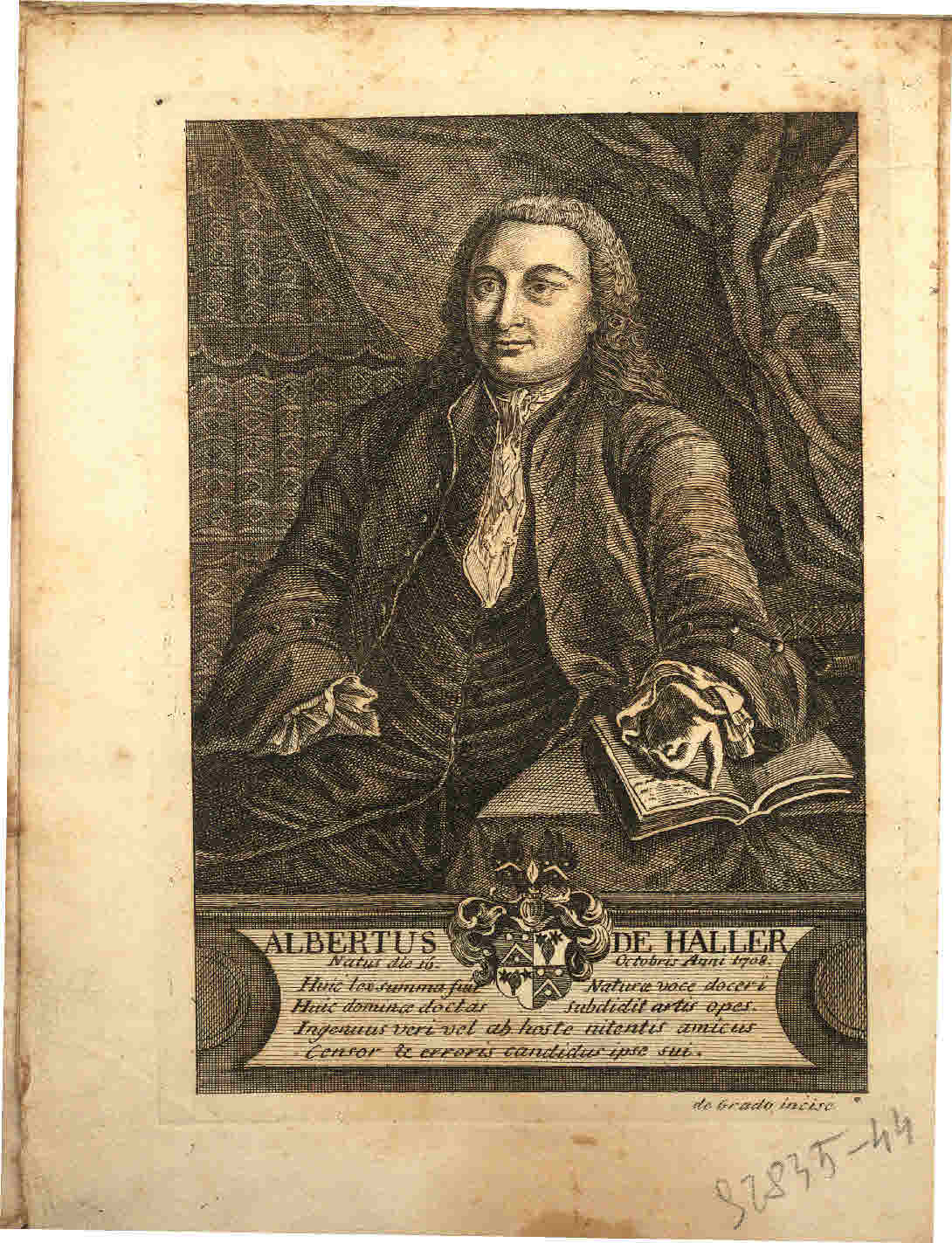
Ritratto di Albrecht von Haller. Fondazione BEIC

Aveva pubblicato nel 1732 la raccolta di poesie Versuch Schweizerischer Gedichten; nella sua opera poetica esalta la montagna e la vita dei suoi abitanti, che contrappone ai corrotti costumi delle città e vede nella natura la presenza divina, criticando - come Beat Ludwig von Muralt - l'influenza francese nella poesia.

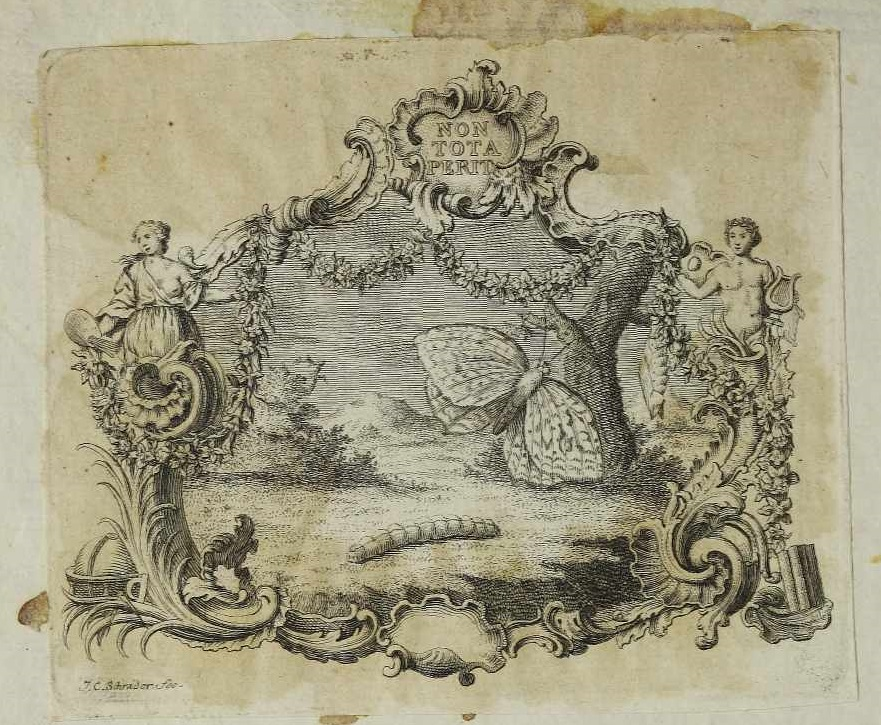
Ex libris di Albrecht von Haller solitamente apposto al contropiatto anteriore dei volumi

Dal 1736 al 1753 insegnò anatomia, botanica e chirurgia a Gottinga, fondandovi l'istituto di anatomia, il giardino botanico e, nel 1751, la Reale Società delle scienze di cui fu presidente. La sua biblioteca attualmente si trova divisa tra la Biblioteca Universitaria di Pavia, la Biblioteca Teresiana di Mantova e la Biblioteca Nazionale Braidense di Milano, i volumi furono acquistati nel 1778 per volontà dell'imperatore Giuseppe II, figlio di Maria Teresa d'Asburgo e donati alle maggiori bibiloteche della Lombardia Austriaca per ampliarne la parte scientifica.
Tornato a Berna nel 1753 assunse la carica di Intendente del palazzo comunale, dal 1758 al 1764 fu direttore di saline e dal 1762 al 1763 vicebalivo di Aigle. Nel 1764 acquistò la signoria di Goumoens-le-Jux, assumendo così il nome di "Haller de Goumoëns".
Nelle Icones anatomicae descrisse per primo (1743 - 1756) la circolazione arteriosa nel corpo umano e pubblicò i suoi Primi lineamenti di fisiologia nel 1747; studiò le proprietà del sistema nervoso e muscolare nel De partibus corporis humani sensilibus et irritabilibus, del 1752, respingendo le interpretazioni materialistiche di Julien Offray de La Mettrie; studiò anche lo sviluppo degli embrioni; nel 1766 pubblicò gli Elementa physiologiae corporis humani.

Albrecht von Haller fu il genero di Hermann Friedrich Teichmeyer.

## Opere
- Albrecht von Haller, Dr. Albrecht Hallers Versuch von schweizerischen Gedichten, Bern, bey Niclaus Emanuel Haller, 1734.
- (LA) Scriptores rei rusticae veteres latini, vol. 1, Leipzig, Kaspar Fritsch, 1735.
  - (LA) Scriptores rei rusticae veteres latini, vol. 2, Leipzig, Kaspar Fritsch, 1735.
  - (LA) Albrecht von Haller, Icones anatomicae, Göttingen, Abraham Vandenhoeck, 1743.
- (LA) De allii genere naturali, Göttingen, Abraham Vandenhoeck, 1745.
- Sull'insensibilità e irritabilità di alcune parti degli animali, Roma, Giovanni Zempel, 1755.
- Sitologia, vol. 1, Livorno, Marco Coltellini, 1765.
  -  Sitologia, vol. 2, Livorno, Marco Coltellini, 1765.
- Albrecht von Haller, Elementa physiologiae corporis humani, 1. Fibra, vasa, circuitus sanguinis, cor, Venetiis, apud Aloysium Milocco in via Mercatoria, sub signo Apollinis, 1766.
- Memorie sopra i muli, Modena, Giovanni Montanari, 1768.
- (LA) Nomenclator ex historia plantarum indigenarum helvetiae, Bern, Societas Typographica, 1769.
- (FR) Essais d'expériences physiques de l'Académie del Cimento, Paris, Hotel de Thou, 1770.
- (LA) Bibliotheca botanica, vol. 1, Zürich, Orell & Gessner & Füssli & C., 1771.
- (LA) Bibliotheca botanica, vol. 2, Zürich, Orell & Gessner & Füssli & C., 1772.
- Albrecht : von Haller, Briefe über die wichtigsten Wahrheiten der Offenbarung. Zum Druke befördert durch den Herausgeber der Geschichte Usongs, Bernae, in Verlag der neuen Buchhandlung, 1772.
- Albrecht von Haller, Elementa physiologiae corporis humani, 10. Fetus, vita, mors, Venetiis, apud Aloysium Milocco in via Mercatoria, sub signo Apollinis, 1775.
- Albrecht von Haller, Elementa physiologiae corporis humani, 8. Chylus, urina, semen, Venetiis, apud Aloysium Milocco in via Mercatoria, sub signo Apollinis, 1775.

Gli scritti scientifici Enumeratio methodica stirpium Helvetiae indigenarum, 1742, (vol. 1 e vol. 2, Historia stirpium, 1768, Bibliothecae, 1788; i romanzi Usong, 1771, Alfred, 1773, Fabio e Catone, 1774, scritti in polemica con Rousseau, e le lettere Briefe über die wichtigsten Wahrheiten der Offenbarung, 1772, Briefe über einige Einwürfe nochlebender Freygeister wieder die Offenbarung, 1775 - 1777, contro Voltaire.